# گاومیش جنگلی آفریقایی
گاومیش جنگلی آفریقایی (نام علمی: Syncerus caffer nanus) که با نام‌های گاومیش کوتوله و گاومیش کنگو نیز شناخته می‌شود، کوچک‌ترین زیرگونه از گونه گاومیش آفریقایی است. این زیرگونه با وجود داشتن نسب مشترک نزدیک با گاومیش دماغه (Syncerus caffer caffer)، گاومیش سودان (Syncerus caffer brachyceros) و گاومیش نیل (Syncerus caffer aequinoctialis)، تنها زیرگونه گاومیش آفریقایی است که به صورت رایج در جنگل‌های گرمسیری مرکز و غرب آفریقا که میانگین بارشی حدود ۱۵۰۰ میلی‌متر دارند مشاهده می‌شود.

## توصیف
گاومیش جنگلی آفریقایی کوچک‌ترین زیرگونه گاومیش آفریقایی است. در حالی که گاومیش دماغه وزنی بین ۴۰۰ تا ۸۰۰ کیلوگرم دارد، گاومیش جنگلی آفریقایی به مراتب سبک‌تر است و وزن آن میان ۲۵۰ تا ۳۲۰ کیلوگرم است. به غیر از وزن ویژگی‌های دیگری نیز این زیرگونه را از سایر خویشاوندانش متمایز می‌سازد. پوست این جانور قهوه‌ای مایل به قرمز است که این ترکیب رنگی در ناحیه صورت تیره‌تر است و اندازه شاخهای این زیرگونه جنگلزی نسبت به همتایان گرم‌دشتزی خود به مراتب کوتاه‌تر است. برخلاف گاومیش دماغه که نرخ رشد شاخ‌های آن بسیار بالاست و شاخ‌ها در این زیرگونه حالتی طوق‌مانند پیدا می‌کنند، شاخ‌های گاومیش جنگلی آفریقایی به ندرت به این حد از رشد می‌رسند.

## بوم‌شناسی

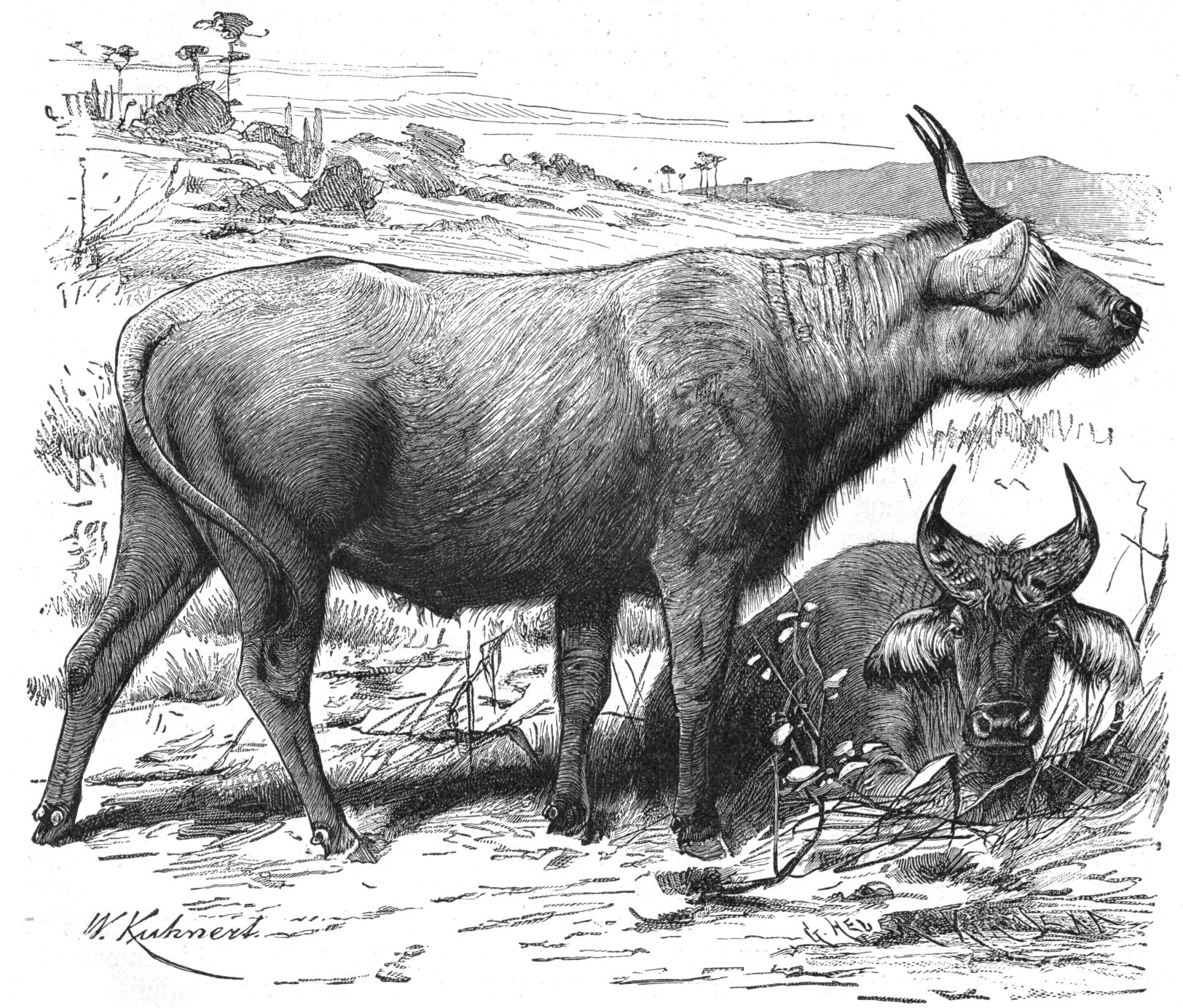
گاومیش‌های جنگلی آفریقایی اثر ویلهلم کوهنرت

گاومیش‌های جنگلی آفریقایی در جنگل‌های گرمسیری مرکز و غرب آفریقا زندگی می‌کنند اما محدوده زیستگاه آن‌ها معمولاً ترکیبی از باتلاقها، علفزارهای گرم‌دشتی و جنگل است. علفزارها مکان چرای این جانوران هستند در حالی که باتلاق‌ها مکانی برای حفاظت از آن‌ها در برابر حشرات محسوب می‌شوند. این جانوران به ندرت در مکان‌هایی با پوشش جنگلی انبوه مشاهده می‌شوند. در عوض بیشتر وقت گاومیش‌ها به چرا در چراگاهها و علفزارها می‌گذرد. علف و سایر انواع گیاهان چمنی مهم‌ترین منبع غذایی این گیاه‌خواران محسوب می‌شوند.
وجود یک زیستگاه ترکیبی برای بقای این زیرگونه ضروری است و تخریب زیستگاه طبیعی این جانور بزرگ‌ترین تهدیدی است که بقای آن را به خطر می‌اندازد. محدوده زندگی گاومیش جنگلی آفریقایی ثابت است و تنها در طول سال بخشی از محدوده زندگی این جانور بیشتر مورد توجه آن قرار می‌گیرند. گاومیش‌ها از مارس تا اوت بیشتر وقت خود را در جنگل سپری می‌کنند و از سپتامبر تا فوریه بیشتر در علفزارها و باتلاق‌ها به سر می‌برند.
زندگی در گله به این جانوران کمک می‌کند تا بهتر بتوانند از خود در برابر درندگان حفاظت کنند. با این حال گاومیش‌ها همواره مورد خطر حمله از سوی درندگان قرار دارند. پلنگ آفریقایی رایج‌ترین شکارچی این گاومیش‌ها محسوب می‌شود. با این حال این جانور برای گوسالهها و افراد نابالغ تهدید محسوب می‌شود. تمساح نیل تنها درنده‌ای است که قادر به کشتن گاومیش‌های بالغ است.

## رفتار

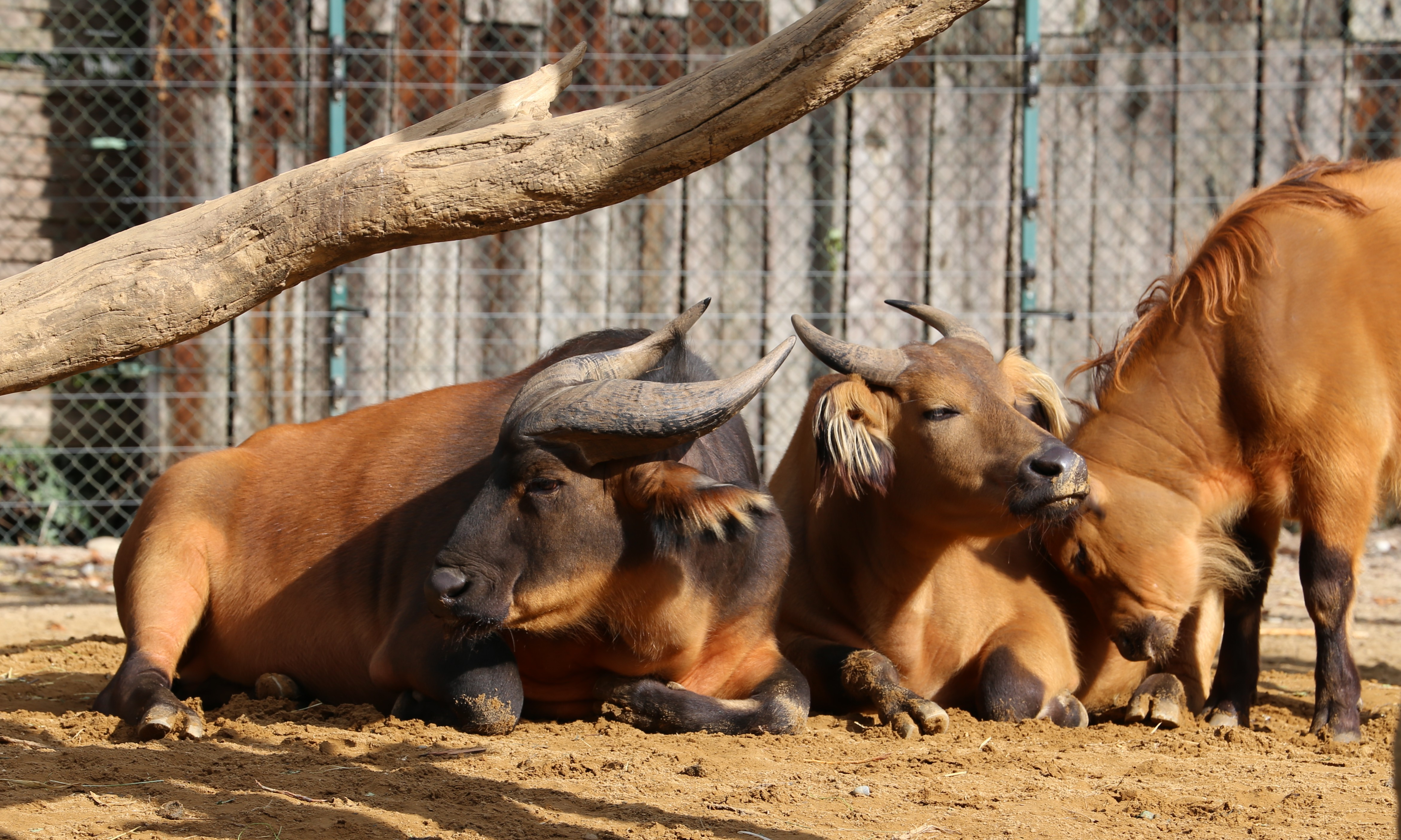
چند گاومیش جنگلی آفریقایی در باغ‌وحش آوگسبورگ

گاومیش‌های جنگلی آفریقایی نسبت به گاومیش‌های دماغه گله‌های بسیار کوچک‌تری دارند و در حالی که تعداد اعضای گله گاومیش‌های دماغه به ۱۰۰۰ رأس نیز می‌رسد، تعداد اعضای گله گاومیش‌های جنگلی آفریقایی بین ۳ تا به ندرت ۳۰ رأس است.
گله این گاومیش‌ها از ۱ تا ۲ نر غالب به همراه یک حرمسرا متشکل از چندین گاومیش ماده و گوساله‌های آن‌ها تشکیل می‌شود. گاومیش‌های نر جنگلی برخلاف گاومیش‌های نر دماغه‌ای در تمام طول سال در گله باقی می‌مانند. از سوی دیگر در گاومیش‌های دماغه‌ای نرها تا فصل مرطوب سال در گله می‌مانند. در طول مدت حضور نرها در گله آن‌ها با ماده‌ها جفت‌گیری کرده و در حفاظت از گوساله‌ها مشارکت می‌کنند.
در میان گاومیش‌ها تغییر گله رخ می‌دهد؛ با این حال این یک امر رایج محسوب نمی‌شود. گاهی نیز گله گاومیش‌ها برای مدت کوتاهی به دو گروه تقسیم شده و سپس دوباره به هم می‌پیوندند. در کل گاومیش‌های جنگلی آفریقایی تحت تأثیر تغییرات فصلی قرار نمی‌گیرد. با این حال در فصل مرطوب سال این جانوران بیشتر ترجیح می‌دهد در جنگل به سر ببرند و مکان استراحت خود را بر اساس میزان شن آن مکان تعیین کنند. این در حالی است که در فصل خشک سال گاومیش‌ها مکان‌هایی با پوشش خاک و برگ را برای استراحت ترجیح می‌دهند. این گاومیش‌ها همچنین در زمین‌های بدون پوشش درختی نسبت به جنگل بیشتر به هم نزدیک شده و گرد هم می‌آیند.